# Achacachi
Achacachi és una ciutat i municipi de Bolívia, situat en el departament de la Paz. Va ser la ciutat capital de la senyoria aymara "Umasuyus", que estava situada al costat oriental del llac Titicaca en l'altiplà peruà-bolivià.

## Context històric
La senyoria Umasuyus limitava al nord amb els lari-lari i al Sud amb els paca jaquis (homes-aguila). En ser envaïts per l'Imperi inca, els umasuyus van resistir a l'embat. És per això que àdhuc parlen el seu propi idioma, l'aimara (jaya mar aru= llengua dels anys llunyans, llengua antiga). No parlen el quítxua, com ho fan els pobles conquistats pels inques.

## Fundació
Achacachi va ser fundada (com a capital administrativa) el 24 de gener de 1826. Com aquest poblat ja existia, el Decret de la data assenyalada és solament un reconeixement a aquesta existència.

## Etimologia
El nom Achacachi deriva de les paraules aymaras JACH'A, gran i K'ACHI, penyal punxegut. En arribar els espanyols, ja es coneixia com a Jach'a Kach'i (penyal punxegut), que es va castellanitzar com Achacachi.

## Ubicació
Achacachi està situada a la província Omasuyos, del departament de la Paz, República de Bolívia, al sud-est del llac Titicaca. Capital de la primera Secció, Achacachi està a 96 km cap al nord de la ciutat de la Paz, Bolívia.

## Cantons
La 1a secció del municipi de Achacachi té 12 cantons que són els següents:
- Santiago de Huata

Santiago de Huata és un poble i municipi de Bolívia, situat a la vora del Llac Titicaca en el departament de la Paz. Aquest poble va ser fundat en 1779, encara que aquesta data correspon en realitat a una segona fundació, perquè, la primera va ser sota el nom de Doctrina de Santiago, durant la fundació de la Paz.
En l'època prehispànica, aquesta península, estava ocupada per poblacions natives com els urus, puquinas (cultura Chiripa) i aimares. Posteriorment va ser envaït pels inques.
En aquest territori, en els primers anys de l'època colonial, els espanyols van establir una encomana sota el nom de Achacachi, de la qual depenia la sots parròquia de Santiago. Posteriorment, el 1779, va ser fundat sota el nom de Santiago de Huata, que és en realitat un nom mestís; Santiago per l'Apòstol Major (castellà) i "Huata" que ve del terme puquina Coata "deïtats protectores" i Wat'a (aymara) "peus internats en el llac", és a dir en aimara té relació amb els termes geogràfics de península i badia.
En l'època republicana segle xix, la seva importància radica en la producció agropecuària, tant en comunitats o ayllus i hisendes.
- Huatajata
- Jankho Amaya
- Kalaque
- Ajllata Grande
- Vila Asunción de Corpaputo
- Chua Cocani
- Franz tamayo
- Chua Visalaya
- Warisata
- Soncachi
- Copancara

## Població
La població en el seu conjunt és d'origen Qulla (Colla) i parlen l'idioma aimará, i és coneguda per mantenir vives les seves organitzacions ancestrals, en molts casos convertides en sindicats agraris, a més per la seva fama de tradició combativa i guerrera.
Achacachi actualment té 15.000 habitants repartits en 7 zones. Al cens de 2012 Achacachi figura amb 8.857 habitants.

## Zones
Les primeres zones urbanes de la ciutat de Achacachi van ser les següents: 
- Arasaya
- Masaya

Després es van ser afegint altres zones a mesura que la població anava creixent, sent les següents:
- Avichaca Vila Concepción
- Villa Lealtad
- Surucachi
- Villa Esperanza
- Ch'urubamba
- Calacala
- 2 de febrero
- Urkupiña